# Tarsius spectrumgurskyae
Tarsius spectrumgurskyae is een zoogdier uit de familie van de spookdiertjes (Tarsiidae). De wetenschappelijke naam van de soort werd voor het eerst geldig gepubliceerd door Shekelle, Groves, Maryanto & Mittermeier in 2017. De populaties van deze soort werden hiervoor tot het Celebesspookdier gerekend. 

## Leefgebied
T. spectrumgurskyae komt voor op het noordelijke schiereiland van Sulawesi.